# Перинетти, Наталио
Наталио Перинетти (исп. Natalio Perinetti; 28 декабря 1900, Ремедиос-де-Эскалада, по другим данным Барракас, Буэнос-Айрес — 24 мая 1985, Ремедиос-де-Эскалада) — аргентинский футболист, нападающий. Выступал за сборную Аргентины.

## Карьера
Наталио Перинетти, выросший в районе Барракас, начал карьеру в клубе «Тальерес» (Кордова) в 1913 году. В 1915 году он, по рекомендации старшего брата Хуана, перешёл в клуб «Расинг» из Авельянеды, начав выступления с четвёртой команды клуба. В 1917 году Наталио дебютировал в основе команды; которая в тот день победила 2:1. И в том же сезоне помог клубу выиграть чемпионат Аргентины. Всего за клуб Перинетти провёл 17 сезонов в которых клуб 4 раза выигрывал аргентинское первенство. Был капитаном команды. В 1934 году Наталио провёл сезон в «Ривер Плейте» и завершил игровую карьеру.
В составе сборной Аргентины Перинетти дебютировал 8 декабря 1923 года во встрече с Уругваем (2:3). Затем он провёл, также с уругвайцами, два матча в 1924 году и покинул сборную вплоть до 1928 года, где поехал с национальной командой на Олимпиаду, где на поле не выходил. Также Наталио, будучи в заявке, не играл и на чемпионате Южной Америки годом спустя, выигранном аргентинцами. В 1930 году он провёл первый матч на чемпионате мира против Франции, но в последующих играх уступил место на поле Карлосу Пеуселье.
Завершив карьеру игрока, Перинетти стал работать на телевидении, став в 1960-е годы известным футбольным аналитиком.

## Достижения
- Чемпион Аргентины: 1917, 1919, 1921, 1925
- Обладатель Кубка Славы Муниципалитета Буэнос-Айреса: 1917
- Обладатель Карлоса Ибаргурена: 1917, 1918
- Обладатель Кубка Альдао: 1917, 1918
- Серебряный призёр Олимпийских игр: 1928
- Чемпион Южной Америки: 1929
- Обладатель Кубка Беккара Варелы: 1932